# USS Forrestal (CV-59)
USS Forrestal (CV-59) (sau đó là CVA-59, rồi AVT-59), là một siêu hàng không mẫu hạm được đặt tên theo James Forrestal (1898-1949) Bộ trưởng Quốc phòng đầu tiên của Hoa Kỳ. Nhập biên chế năm 1955, nó là chiếc siêu hàng không mẫu hạm đầu tiên được hoàn tất, và là chiếc dẫn đầu của lớp tàu sân bay mang tên nó, vốn còn bao gồm USS Saratoga, USS Ranger và USS Independence. Không giống như lớp Nimitz tiếp nối, Forrestal và những chiếc cùng lớp có hệ thống động lực chạy bằng năng lượng thông thường. Nó vượt qua chiếc tàu sân bay Nhật Shinano thời Thế Chiến II như là chiếc tàu sân bay lớn nhất từng được chế tạo, và là chiếc đầu tiên được thiết kế để hỗ trợ cho thế hệ máy bay phản lực.
Con tàu được gọi theo cách thân mật "The FID", vì nó đặt theo tên vị Bộ trưởng Quốc phòng đầu tiên (FID viết tắt cho "First In Defense"); đây cũng là khẩu hiệu con tàu và được in trên phù hiệu con tàu. Nó còn có các tên lóng "USS Zippo" và "Forest Fire" hoặc "Firestal" do nhiều tai nạn hỏa hoạn từng xảy ra, mà nổi bật là sự cố hỏa hoạn năm 1967 vốn đã khiến 134 thủy thủ thiệt mạng và 161 người khác bị thương.
Forrestal đã phục vụ trong gần bốn thập niên tại Đại Tây Dương, Địa Trung Hải và Thái Bình Dương, rồi xuất biên chế vào năm 1993. Những nỗ lực gây quỹ nhằm bảo tồn con tàu như một tàu bảo tàng đã không thành công, và đến tháng 2 năm 2014 nó được kéo đến Brownsville, Texas để tháo dỡ. Việc tháo dỡ hoàn tất vào tháng 12 năm 2015.

## Thiết kế và chế tạo

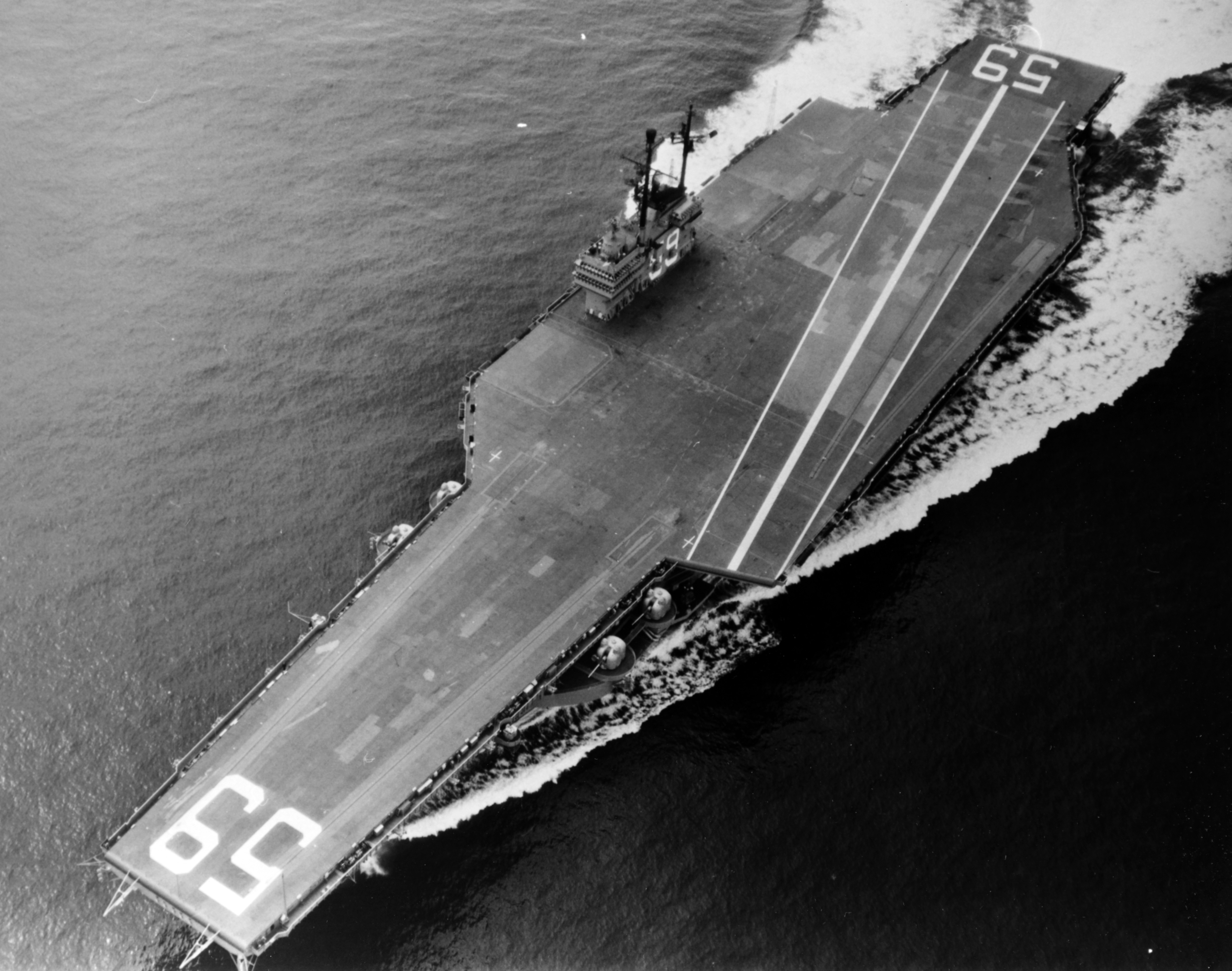
Forrestal đang chạy thử máy ngoài biển, 29 tháng 9 năm 1955

Forrestal được đặt lườn tại xưởng tàu của hãng Newport News Shipbuilding vào ngày 14 tháng 7 năm 1952. Đang khi chế tạo, thiết kế của nó được sửa đổi nhiều lần; cầu tàu nâng lên và hạ xuống được, một thiết kế có nguồn gốc từ dự án tàu sân bay United States (CVA-58) bị hủy bỏ, được thay bằng một đảo cấu trúc thượng tầng thông thường, và sàn đáp được cải biến thành dạng chéo góc và có máy phóng máy bay vận hành bằng hơi nước, những cải tiến dựa trên sáng kiến của Hải quân Hoàng gia Anh.  Nó được hạ thủy vào ngày 11 tháng 12 năm 1954 và nhập biên chế cùng Hải quân Hoa Kỳ vào ngày 1 tháng 10 năm 1955.

### Đặc tính thiết kế
Forrestal là tàu sân bay Hoa Kỳ đầu tiên được chế tạo với một sàn đáp chéo góc, máy phóng hơi nước và một hệ thống hỗ trợ hạ cánh quang học, thay vì được bổ sung thêm sau khi đã hạ thủy.
Thiết kế nguyên thủy, vốn lấy từ dự án tàu sân bay United States bị hủy bỏ, có tính năng đảo cấu trúc thượng tầng được hạ xuống bên dưới hầm tàu khi hoạt động không lực, nhưng được xem là quá phức tạp. Một giải pháp khác được xem xét là hai cột ăn-ten sẽ được hạ nghiêng xuống nhằm cho phép con tàu sân bay băng qua bên dưới cầu Brooklyn. Cột ăn-ten chính sẽ hạ nghiêng sang mạn và nằm trên sàn tàu, còn cột ăn-ten phụ sẽ hạ xuống phía đuôi tàu.

## Lịch sử hoạt động

### 1956 - 1962

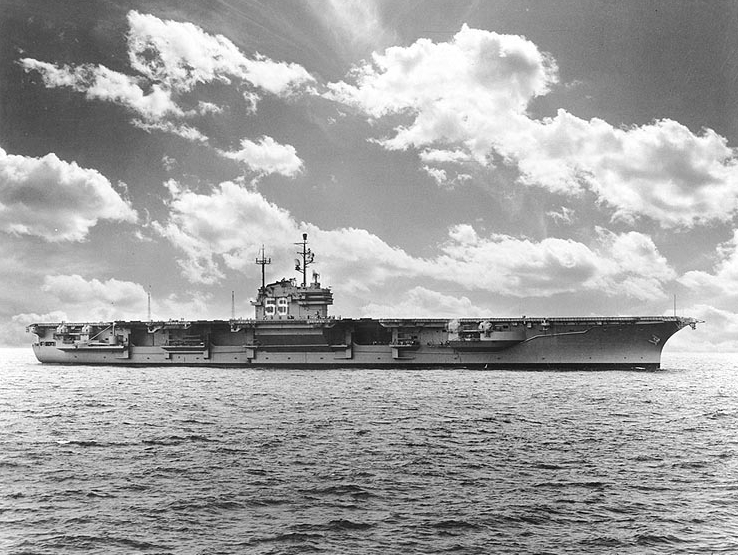
Forrestal vào năm 1955, không lâu sau khi nhập biên chế

Hoạt động từ cảng nhà tại Norfolk, Virginia, Forrestal trải qua năm đầu tiên cho các nhiệm vụ huấn luyện tại vùng biển ngoài khơi Virginia Capes và vùng biển Caribe; một nhiệm vụ quan trọng là huấn luyện các phi công sử dụng những thiết bị mới tiên tiến của nó. Trong giai đoạn này nó thường hoạt động tại vùng biển ngoài khơi Mayport, Florida, và vào ngày 7 tháng 11, 1956 đã khởi hành từ cho chuyến vượt Đại Tây Dương đầu tiên vào thời điểm đang diễn ra vụ Khủng hoảng kênh đào Suez; nó hoạt động tại phía Đông Đại Tây Dương, sẵn sàng tiến vào Địa Trung Hải nếu cần thiết. Con tàu quay trở về Norfolk vào ngày 12 tháng 12, và chuẩn bị tiếp liệu để khởi hành vào ngày 15 tháng 1, 1957 cho một lượt biệt phái sang hoạt động cùng Đệ lục Hạm đội tại Địa Trung Hải.
Giống như những chuyến biệt phái sau này sang Địa Trung Hải, Forrestal viếng thăm nhiều cảng để "biểu dương lực lượng" đồng thời tiếp đón lên tàu những quan chức quan trọng và công chúng viếng thăm. Đối với các giới chức quân sự, nó phô diễn khả năng mang sức mạnh không quân ra biển trong các cuộc tập trận quân sự. Con tàu quay trở về Norfolk vào ngày 22 tháng 7, 1957, và tiến hành thực tập ngoài khơi bờ biển North Carolina để chuẩn bị cho việc tham gia cuộc tập trận chung đầu tiên cùng với Khối NATO, Chiến dịch Strikeback tổ chức tại Bắc Hải. Hoạt động kéo dài từ ngày 3 tháng 9 đến ngày 22 tháng 10 này cũng đã đưa con tàu viếng thăm Southampton, Anh Quốc, đồng thời cũng là dịp thực hành việc phối hợp hoạt động chung giữa Hải quân Hoa Kỳ với các nước thành viên NATO.
Trong năm tiếp theo, Forrestal tiếp tục tham gia nhiều cuộc tập trận quân sự quan trọng và các hoạt động không quân thử nghiệm. Trong cuộc Khủng hoảng Lebanon vào mùa Hè 1958, chiếc tàu sân bay lại được huy động sang khu vực Đông Đại Tây Dương, sẵn sàng hỗ trợ các chiến dịch hải quân trong Địa Trung Hải. Nó khởi hành từ Norfolk vào ngày 11 tháng 7, đón lên tàu một phi đoàn không lực tại Mayport hai ngày sau đó, rồi tuần tra trong Đại Tây Dương cho đến khi quay trở về Norfolk vào ngày 17 tháng 7.

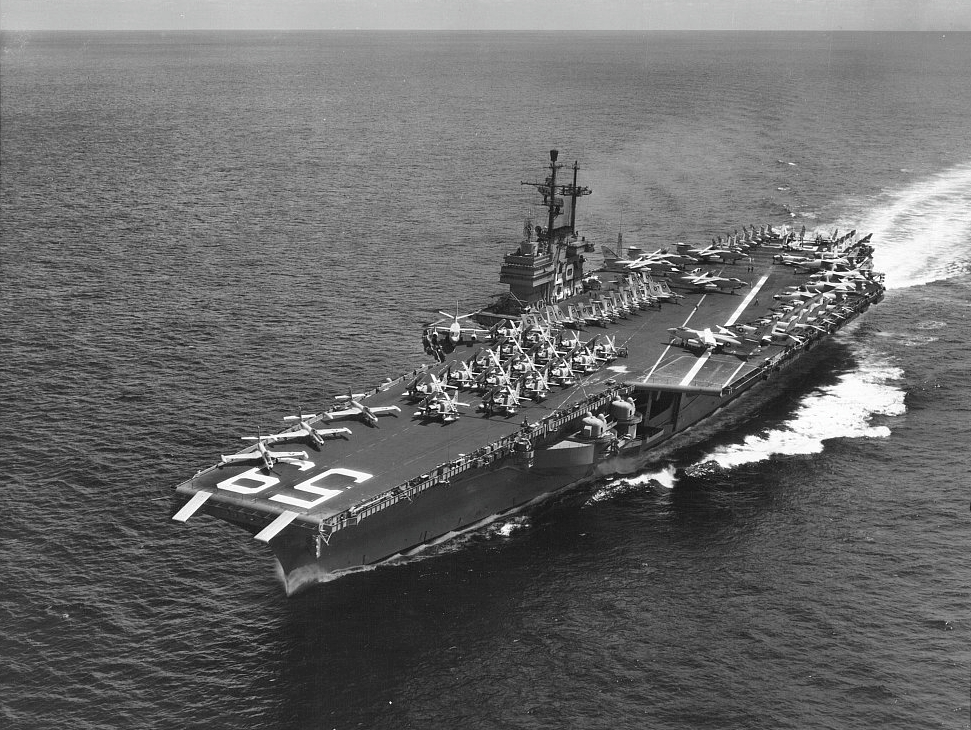
Forrestal tại Địa Trung Hải, 1957, trong lượt biệt phái hoạt động đầu tiên cùng Đệ lục Hạm đội.

Trong lượt phục vụ thứ hai tại Địa Trung Hải từ ngày 2 tháng 9, 1958 đến ngày 12 tháng 3, 1959, Forrestal lại kết hợp một chương trình huấn luyện, tuần tra, và tham gia các cuộc tập trận lớn với các hoạt động viếng thăm xã giao, thiện chí hay phô trương lực lượng; danh sách những vị khách mời đặc biệt trong chuyến đi này do Bộ trưởng Quốc phòng Neil McElroy dẫn đầu. Sau khi quay trở về Norfolk, nó lại tiếp tục nhiệm vụ không ngừng nghỉ để đào tạo phi công mới, duy trì liên tục khả năng sẵn sàng chiến đấu để có thể phản ứng ngay lập tức mọi yêu cầu do tình hình thế giới đòi hỏi. Một vị khách đặc biệt viếng thăm con tàu trong năm này là Vua Hussein của Jordan.

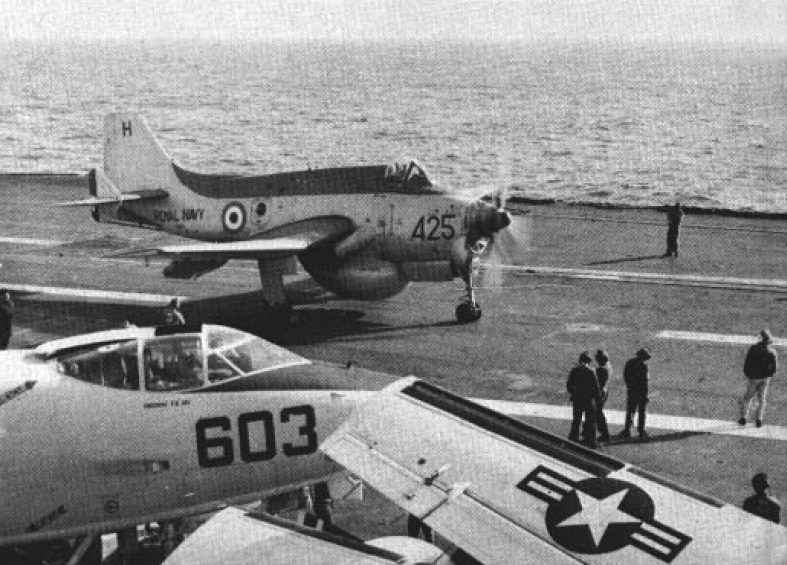
Một chiếc Fairey Gannet thuộc Liên đội Không lực Hải quân 849 Hải quân Anh bên trên Forrestal, 1962

Forrestal lại được biệt phái sang hoạt động cùng Đệ lục Hạm đội từ ngày 28 tháng 1 đến ngày 31 tháng 8, 1960, viếng thăm các cảng thường lệ tại Địa Trung Hải cũng như đến Split, Croatia (lúc đó là một phần của Nam Tư). Con tàu đã mở cửa cho khách tham quan, đồng thời tham gia vào lịch trình tuần tra và huấn luyện thường lệ của Đệ lục Hạm đội. Chiếc tàu sân bay lại hoàn tất một lượt bố trí khác cùng Đệ lục Hạm đội từ tháng 1 đến tháng 8, 1961 trước khi đi vào Xưởng hải quân Norfolk để sửa chữa, khi bộ sáu dây cáp hãm hạ cánh được thay thế bằng hệ thống bốn cáp, lấy chỗ trống có được làm chỗ nghỉ của thủy thủ đoàn, và hộ thống gương sàn đáp hỗ trợ hạ cánh bên phải được thay thế bằng thấu kính Fresnel cố định tại lối đi bên mạn trái, cùng những nâng cấp khác.
Rời xưởng tàu, Forrestal thực hiện chuyến đi chạy thử máy tại vùng biển vịnh Guantánamo, Cuba vào tháng 1, 1962, rồi viếng thăm các cảng Port-au-Prince, Haiti và Port of Spain, Trinidad. Sau đó nó đóng vai trò tàu sân bay phòng thủ trong một cuộc thực tập đổ bộ tại đảo Vieques, Puerto Rico, cuộc tập trận hải quân với lực lượng được huy động lớn nhất kể từ cuộc Chiến tranh Triều Tiên. Phó tổng thống Lyndon B. Johnson đã có mặt trên chiếc Forrestal, và Tổng thống John F. Kennedy trên tàu sân bay Enterprise (CVN-65) để trực tiếp thị sát cuộc tập trận, cũng như sự hiện diện của nhiều đại sứ, tùy viên quân sự và quan chức ngoại giao các nước khác, để theo dõi cuộc phô diễn sức mạnh không lực hải quân ngoài khơi Virginia Capes vào tháng 6, 1962.
Từ ngày 3 tháng 8, 1962 đến ngày 2 tháng 3, 1963, Forrestal được bố trí sang Địa Trung Hải trong vai trò soái hạm của Tư lệnh Đội tàu sân bay 4, và cùng với Enterprise tham gia các cuộc tập trận của Khối NATO tại Đại Tây Dương và Địa Trung Hải, phối hợp cùng các tàu sân bay của Anh và Pháp. Việc thực tập cất hạ cánh trao đổi được tiến hành với tàu sân bay Hải quân Anh HMS Ark Royal.

### 1963 - 1967

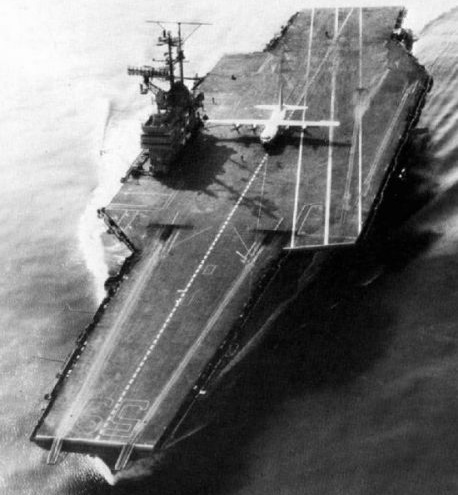
Một chiếc C-130 Hercules trên sàn đáp Forrestal, tháng 10, 1963.

Forrestal đã ghi dấu trong lịch sử, khi vào các ngày 8, 21 và 22 tháng 11, 1963, Đại úy Hải quân James H. Flatley III và đội bay của ông thực hiện 21 lần hạ và cất cánh một máy bay vận tải C-130 Hercules trên sàn đáp chiếc tàu sân bay. Cuộc thử nghiệm được thực hiện tại vùng biển Bắc Đại Tây Dương cách bờ biển Massachusetts 500 nmi (930 km). Forrestal và chiếc C-130 đã lập kỷ lục mới về chiếc máy bay to nhất và nặng nhất từng hạ cánh trên một tàu sân bay. Hải quân đang cố xác định liệu chiếc Hercules to lớn có thể phục vụ trong vai trò máy bay giao nhận tàu sân bay (COD: Carrier Onboard Delivery) hay không. Vấn đề là không có máy bay nào có thể tiếp liệu cho tàu sân bay giữa biển khơi; và Hercules tỏ ra ổn định và tin cậy, có tầm bay xa và tải trọng lớn.
Thử nghiệm thành công hơn mong đợi. Ở trọng lượng 85.000 lb (39.000 kg), chiếc KC-130F dừng hoàn toàn sau 267 ft (81 m) trên sàn đáp; và với tải trọng tối đa nó chỉ sử dụng chiều dài 745 ft (227 m) để cất cánh. Hải quân kết luận, với C-130 Hercules, họ có thể vận chuyển 25.000 lb (11.000 kg) hàng hóa đi xa 2.500 mi (4.000 km) và đáp xuống một tàu sân bay. Tuy nhiên, ý tưởng này được xem quá mạo hiểm đối với hoạt động giao nhận: chiếc máy bay quá lớn không vừa với thang nâng hay hầm chứa máy bay, làm ảnh hưởng đến hoạt động không quân; vì vậy, chương trình C-2 Greyhound được phát triển và đưa ra sử dụng lần đầu tiên năm 1965. Hải quân đã tặng thưởng cho Đại úy Flatley Huân chương Chữ thập bay Dũng cảm do công lao khi tham gia thử nghiệm này.
Vào năm 1964, Hoa Kỳ đã đứng sau lưng vụ đảo chính nhằm lật đổ Tổng thống Brazil João Goulart vốn có xu hướng xã hội chủ nghĩa thân tả. Tổng thống Lyndon B. Johnson, trong danh nghĩa Chiến dịch "Brother Sam", đã phái Forrestal cùng bốn tàu chở dầu hỗ trợ đi đến vùng biển ngoài khơi Brazil sẵn sàng can thiệp nếu cần thiết; vụ đảo chính thành công khiến cho Brazil trải qua một giai đoạn 20 năm dưới chế độ cai trị độc tài của giới quân sự. Đến tháng 3, 1966, nó cùng các đơn vị khác của Đệ Lục hạm đội hỗ trợ cho các hoạt động tìm kiếm và khắc phục hậu quả sau tai nạn của một chiếc B-52 Stratofortress tại Palomares, Tây Ban Nha. Chiếc máy bay ném bom chiến lược mang theo bốn quả bom nhiệt hạch Mark 28 đã va chạm với một máy bay tiếp dầu trên không KC-135 Stratotanker khiến cả hai bị rơi, và vật liệu phóng xạ rơi vải làm ô nhiễm một vùng rộng trên đất liền.

#### Hỏa hoạn 1967

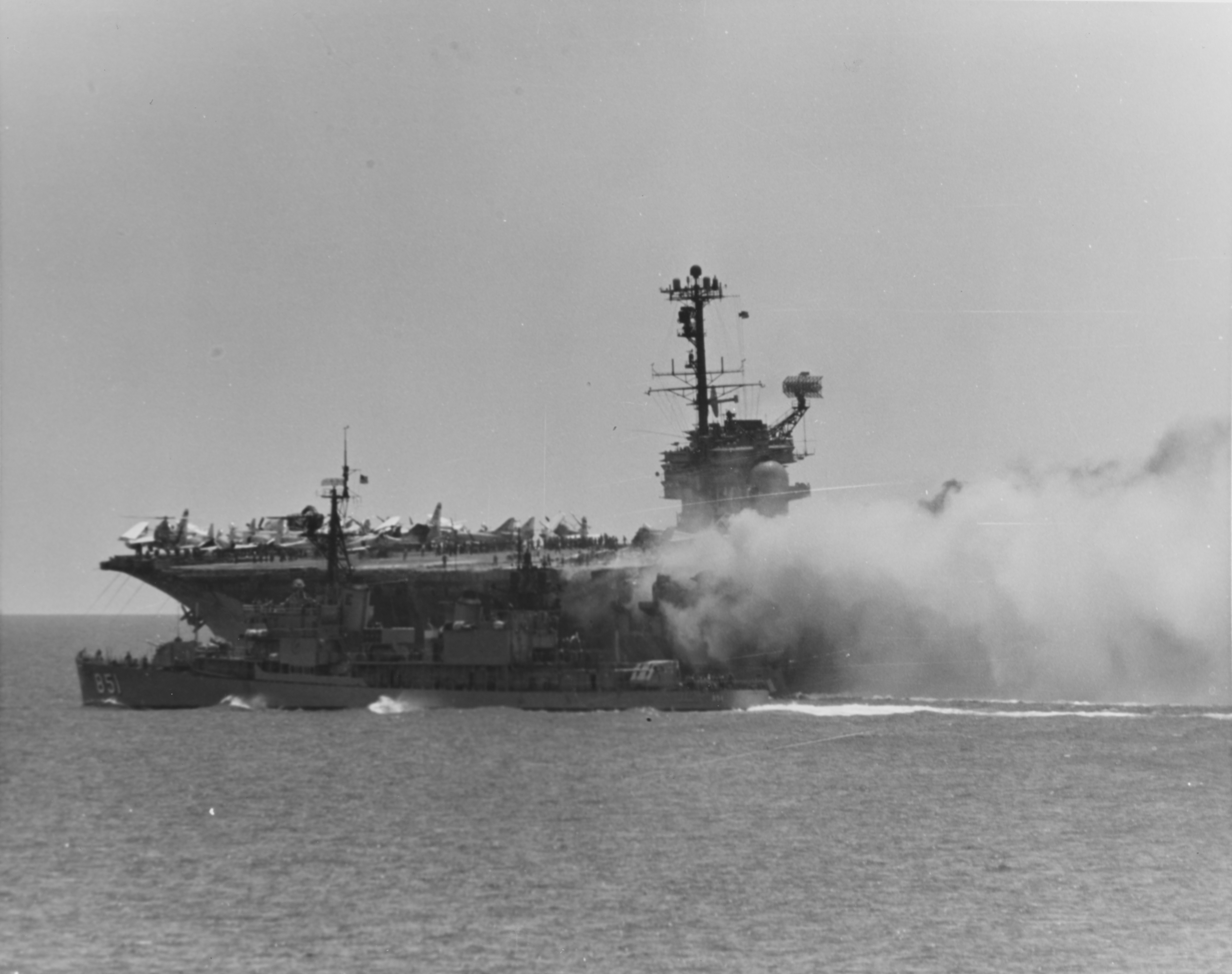
Tàu khu trục đang trợ giúp chữa cháy cho Forrestal

Vào tháng 6, 1967, Forrestal khởi hành từ Norfolk để làm nhiệm vụ tại vùng biển ngoài khơi Việt Nam, và tại vịnh Bắc Bộ trong vòng bốn ngày, máy bay thuộc Không đoàn Cường kích Tàu sân bay 17 (CVAG-17) đã tung ra khoảng 150 phi vụ xuống các mục tiêu đối phương tại Bắc Việt Nam. Vào ngày 29 tháng 7, đang khi chuẩn bị cho lượt tấn công khác, một quả rocket Zuni gắn trên một máy bay tiêm kích F-4 Phantom II đã bị kích hoạt do sốc điện và bắn trúng phía hông bên trái một máy bay cường kích A-4 Skyhawk.   Vụ nổ làm vỡ thùng nhiên liệu 400-gallon gắn ngoài của chiếc Skyhawk, bắt lửa số nhiên liệu bị tung ra và gây ra hàng loạt vụ nổ và đám cháy khác. Tai nạn đã khiến 134 người thiệt mạng, 161 người bị thương, phá hủy 21 máy bay và tổn thất ước tính 72 triệu Đô-la. Một trong những người bị thương là Thiếu tá Hải quân John McCain, (sẽ trở thành tù binh chiến tranh, nghị sĩ và ứng viên tổng thống tương lai); ông cố thoát khỏi chiếc A-4 của mình đang bốc cháy và tìm cách trợ giúp một phi công khác khi một quả bom kích nổ.

### 1968 - 1975

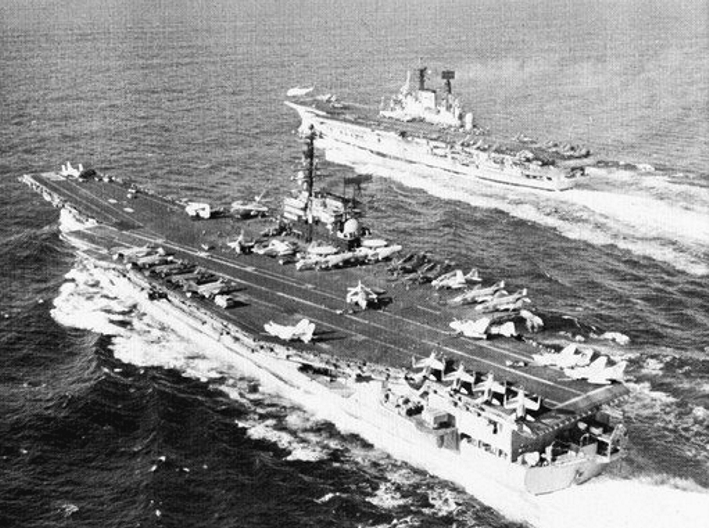
Forrestal (phía trước) trên đường đi cùng tàu sân bay Anh trong Địa Trung Hải, 1973

Forrestal lên đường quay trở về Hoa Kỳ, cho tách khỏi Không đoàn CVAG-17 phối thuộc tại Mayport, Florida vào ngày 12 tháng 9, 1967, và về đến cảng nhà Norfolk hai ngày sau đó. Việc sửa chữa những hư hại do vụ hỏa hoạn được tiến hành tại Xưởng hải quân Norfolk từ ngày 19 tháng 9, 1967 đến ngày 8 tháng 4, 1968. Từ năm 1968 đến năm 1973, con tàu được phái sang hoạt động ba lượt tại vùng biển Địa Trung Hải. Nó cũng đã từng cấp tốc đi đến Tunisia cho những hoạt động cứu trợ những nạn nhân của vụ ngập lụt vùng thung lũng sông Medjerda gần Tunis.
Vào ngày 10 tháng 7, 1972, đang khi neo đậu tại cảng nhà Norfolk, Forrestal chịu đựng thêm một vụ hỏa hoạn nghiêm trọng khác, lần này do lỗi bất cẩn của một thủy thủ. Đám cháy bùng phát tại phòng máy tính của Trung tâm Thông tin Tác chiến (CIC), phá hủy toàn bộ thiết bị máy tính; hoạt động bơm nước chữa cháy đã khiến con tàu bị nghiêng đến mức có nguy cơ bị lật úp. Ước tính thiệt hại lên đến 7,5 triệu Đô-la, và chiếc tàu sân bay phải trải qua hai tháng sửa chữa tại Xưởng hải quân Norfolk trước khi có thể lên đường để thay phiên cho tàu sân bay John F. Kennedy (CV-67) tại Địa Trung Hải, vốn đã phải kéo dài thời gian của lượt biệt phái trong khi Forrestal được sửa chữa. Con tàu được trang bị máy tính mới, có thể vốn dự định dành cho chiếc Nimitz (CVN-68) lúc đó đang được chế tạo.
Forrestal tiếp tục thực hiện thêm ba chuyến đi đến khu vực Địa Trung Hải từ năm 1973 đến năm 1975. Vào tháng 6, 1974, nó gửi 34 thủy thủ và hai sĩ quan đến Pháp, đại diện cho Hải quân Hoa Kỳ nhân kỷ niệm 30 năm cuộc Đổ bộ Normandy; lực lượng này đã tham gia duyệt binh tại Normandie vào ngày 6 tháng 6, 1974 dưới sự tham dự của Thống tướng hồi hưu Omar Bradley, và sau đó tại Cherbourg.
Vào ngày 22 tháng 7, 1974, do sự kiện Thổ Nhĩ Kỳ xâm chiếm đảo Cyprus, Đại sứ Hoa Kỳ Roger Davies đã yêu cầu di tản công dân Hoa Kỳ khỏi đảo quốc này. Forrestal đã hỗ trợ trên không cho chiến dịch di tản của Đệ Lục hạm đội, trong khi tàu tấn công đổ bộ Inchon (LPH-12) và các tàu khác đã giúp di tản tổng cộng 752 người, 498 trong số đó là công dân Hoa Kỳ.

### 1975 - 1980

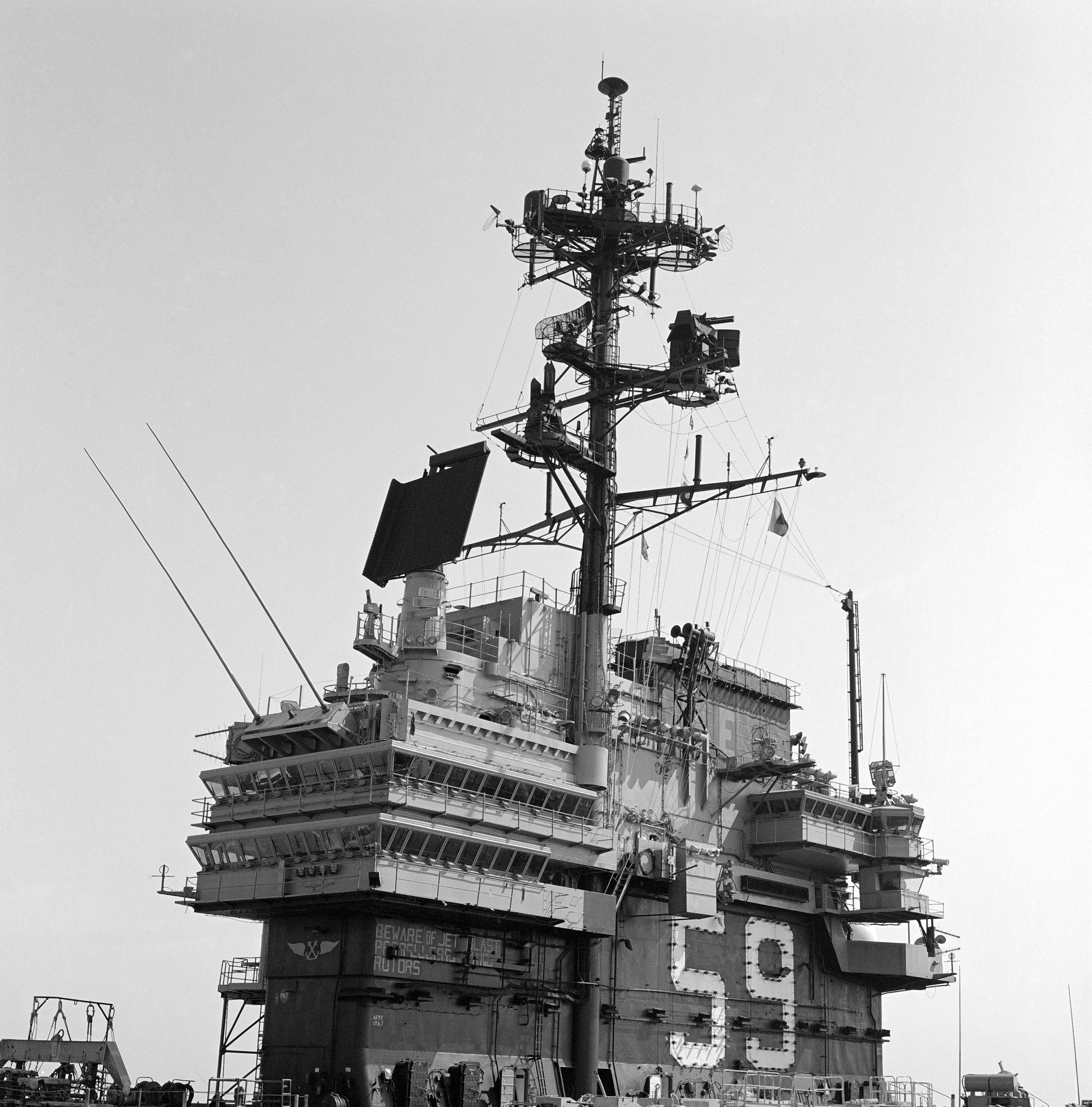
Đảo cấu trúc thượng tầng và ăn-ten của Forrestal, khoảng năm 1989

Vào ngày 30 tháng 6, 1975, Forrestal được xếp lại lớp như một "tàu sân bay đa dụng" và quay lại ký hiệu lườn CV-59. Cũng trong năm 1975, nó được chọn làm tàu chủ nhà trong cuộc Duyệt binh hạm đội quốc tế tại thành phố New York nhân kỷ niệm 200 năm thành lập Hiệp Chúng Quốc Hoa Kỳ. Vào ngày 4 tháng 7, 1976, trên sàn đáp của Forrestal, Tổng thống Gerald Ford đã gióng chuông kỷ niệm 200 và chủ trì buổi duyệt binh của trên 40 tàu chiến từ khắp thế giới.
Không lâu sau cuộc tập trận, Forrestal lại tham gia một thử nghiệm chịu đựng chấn động đặc biệt. Thử nghiệm bao gồm việc kích nổ những khối chất nổ gần lườn tàu nhằm đánh giá khả năng chịu đựng sức chấn động trong cận chiến mà vẫn có thể tiếp tục hoạt động.
Sau một đợt đại tu kéo dài chín tháng, Forrestal khởi hành từ Norfolk vào tháng 9, 1977 để chuyển cảng nhà đến Mayport, Florida. Nó rời Mayport vào ngày 13 tháng 1, 1978 cho một lượt huấn luyện trên biển kéo dài ba tuần. Một tai nạn xảy ra vào chiều tối ngày 15 tháng 1, lúc con tàu đang hoạt động tại vị trí cách 49 mi (79 km) ngoài khơi St. Augustine, Florida. Một máy bay cường kích A-7 Corsair II thuộc Liên đội Cường kích 81 (VA-81) gặp tai nạn khi hạ cánh, làm hai thủy thủ thiệt mạng và mười người khác bị thương.
Chiếc A-7 đã bị mất liên lạc vô tuyến với Forrestal do trục trặc kỹ thuật, và khi chiếc máy bay quay trở về tàu viên phi công nhìn thấy tín hiệu cho phép hạ cánh. Khi anh nhận ra sàn tàu đang đầy những máy bay đang đậu hay di chuyển, lúc đó đã quá trễ để có thể tăng tốc và lấy lại độ cao. Viên phi công phóng ra khỏi máy bay an toàn, và được cứu vớt sau đó chỉ với những vết thương nhẹ, nhưng chiếc Corsair của anh đâm vào một chiếc A-7 khác và một chiếc EA-6B Prowler trước khi lật nghiêng và trượt dọc suốt sàn đáp trong một quả cầu lửa. Một đám cháy nhỏ phía đuôi tàu do rò rỉ nhiên liệu trong tai nạn được dập tắt chỉ trong vài giây. Nghi lễ tưởng niệm những người thiệt mạng được cử hành vào ngày 19 tháng 1, và con tàu quay trở về Mayport vào ngày 3 tháng 2.
Forrestal khởi hành từ Mayport vào ngày 4 tháng 4, 1978 để đi sang hoạt động tại khu vực Địa Trung Hải. Lúc 22 giờ 00 ngày 8 tháng 4, chỉ vài phút sau khi con tàu kết thúc một lượt thực tập báo động, tín hiệu báo động lại vang lên, nhưng không phải là thực tập. Một vụ hỏa hoạn đã bộc phát tại khoang động cơ chính số 3, do lớp sơn cách nhiệt vừa mới được sơn bắt lửa từ những đường ống hơi nước. Nhân sự của ca trực đã nhanh chóng kích hoạt hệ thống dập lửa, và đám cháy được dập tắt chỉ trong vài giây. Tuy nhiên ba ngày sau đó, thủy thủ đoàn lại phải trải qua một lượt báo động khẩn cấp khác, khi vào nữa đêm ngày 11 tháng 4, hỏa hoạn lại xảy ra tại nồi hơi nước của máy phóng máy bay phía mũi tàu, và vài phút sau lại có thêm một đám cháy tại phòng lân cận. Các đám cháy được dập tắt sau khoảng một giờ.
Đang khi Forrestal ở tại khu vực vịnh Guantánamo, Cuba vào ngày 10 tháng 5, 1978, ngập nước xảy ra bắt đầu từ một phòng bơm ở phần sau con tàu, và mực nước dâng lên cho tới 20 ft (6,1 m) cho đến khi được kiểm soát. Nước ngập lan đến các kho chứa thực phẩm, làm hỏng phần lớn dự trữ sữa tươi và chế phẩm từ sữa của con tàu. Thợ lặn thuộc Đội Phá hủy Chất nổ của con tàu đã được phái xuống nước bên ngoài con tàu để bịt kín lổ thủng. Tổng thiệt hại do vụ ngập nước được ước lượng khoảng 30.000 Đô-la Mỹ.
Từ ngày 19 đến ngày 29 tháng 5, 1978, Forrestal tham gia Chiến dịch Dawn Patrol, một trong ba cuộc tập trận trong khuôn khổ Khối NATO mà nó thực hiện trong suốt lượt hoạt động, và bao gồm các lực lượng không quân, bộ binh cùng trên 80 tàu chiến thuộc sáu nước Khối NATO. Vai trò của nó trong cuộc tập trận là bảo vệ một đội đặc nhiệm đổ bộ Thổ Nhĩ Kỳ, và hoạt động phối hợp cùng các tàu sân bay Nimitz (CVN-68) và chiếc Foch (R99) của Pháp phòng thủ chống trả một cuộc tấn công mô phỏng của máy bay và tàu chiến"đối phương".
Hai tai nạn máy bay đã xảy ra cho Forrestal trong đợt hoạt động này, khiến một phi công thiệt mạng và một người khác bị thương; cả hai xảy ra khi con tàu đang hoạt động trong biển Ionian về phía Đông Sicily. Vào ngày 24 tháng 6, Thiếu tá Hải quân T. P. Anderson, sĩ quan tác chiến Không đoàn Tàu sân bay 17, thiệt mạng khi chiếc A-7E Corsair II của ông rơi trên biển trong một phi vụ thực hành ném bom. Ngay trước tai nạn, viên phi công đã phóng ra trong khi chiếc máy bay đang lật ngược trong hoàn cảnh thời tiết không thuận lợi. Sang ngày hôm sau, phi công lái một chiếc A-7E khác thuộc thuộc Liên đội Cường kích 83 (VA-83) buộc phải phóng ra ngay sau khi cất cánh do máy phóng máy bay gặp trục trặc, anh ta chỉ bị thương nhẹ. Viên phi công đã bơi tránh ra khi chiếc tàu sân bay đi lướt qua bên cạnh, và được một máy bay trực thăng SH-3D Sea King thuộc Liên đội HS-3 vớt đưa trở về tàu chỉ tám phút sau tai nạn.
Từ ngày 4 đến ngày 19 tháng 9, Forrestal tiếp tục tham gia cuộc Tập trận Northern Wedding quy mô lớn của Khối NATO, huy động đến 40.000 người, 22 tàu ngầm cùng 800 máy bay và máy bay trực thăng. Đây là cuộc diễn tập chỉ tổ chức bốn năm một lần nhằm trắc nhiệm khả năng tăng viện và tiếp tế của NATO tại Châu Âu khi gặp căng thẳng hoặc có chiến tranh. Trong quá trình tập trận nó cùng tàu sân bay Anh HMS Ark Royal (R09) dẫn đầu các đội đặc nhiệm khác nhau và di chuyển trong đội hình hai tàu sân bay nhằm chiếm quyền kiểm soát mặt biển và tung máy bay ra hỗ trợ cho cuộc đổ bộ mô phỏng lên quần đảo Shetland và Jutland, Đan Mạch.
Từ ngày 28 tháng 9 đến ngày 10 tháng 10, Forrestal tham gia cuộc tập trận cuối cùng trong khuôn khổ Khối NATO: Chiến dịch Display Determination, bao gồm tàu chiến, máy bay và nhận sự thuộc tám nước trong khối. Cuộc diễn tập này thực hành việc triển khai nhanh và tiếp tế tại khu vực Nam Âu khi gặp căng thẳng hoặc có chiến tranh. Chiếc tàu sân bay đi đến Rota, Tây Ban Nha vào ngày 11 tháng 10, là lần ghé cảng sau cùng của lượt hoạt động. Nó lại ra khơi vào ngày 13 tháng 10 để tham gia lượt thực hành kéo dài một ngày phối hợp cùng một đội đặc nhiệm Hoa Kỳ, do tàu sân bay chị em Saratoga (CV-60) dẫn đầu. Máy bay thuộc Không đoàn Tàu sân bay 17 tiến hành những cuộc không kích giả lập nhắm vào đội đặc nhiệm, giúp các tàu chiến thực hành phòng không. Con tàu quay trở lại Rota vào chiều tối ngày 13 tháng 10.
Trước bình minh ngày 15 tháng 10, Forrestal rời cảng Rota và tách khỏi Đệ Lục hạm đội sau khi được Saratoga thay phiên. Trong hành trình quay trở về nhà, nó đi theo một lộ trình rất xa lên phía Bắc trong khuôn khổ một hoạt động đặc biệt mang biệt danh Windbreak. Tư lệnh Đệ Nhị hạm đội, Phó đô đốc Wesley L. McDonald, đã có mặt trên tàu để thị sát cuộc thực tập. Đây là nhằm giúp cho thủy thủ và thiết bị trên tàu làm quen với với vùng biển và điều kiện giá lạnh đặc biệt của biển Bắc Cực; cùng tham gia trong Chiến dịch Windbreak còn có tàu tuần dương USS Harry E. Yarnell và tàu khu trục USS Arthur W. Radford. Trong cuộc thực tập, con tàu đã đi lên phía Bắc đến tận vĩ tuyến 62, chỉ còn cách phía Nam đảo Iceland 150 mi (240 km), và phải đối đầu với những cơn sóng cao đến 34 ft (10 m) cùng gió giật với vận tốc lên đến 70 kn (130 km/h); nhiệt độ có lúc xuống thấp đến 0 °F (−18 °C).
Forrestal quay trở về vào Mayport ngày 26 tháng 10, 1978. Từ ngày 13 tháng 11, nó trải qua một giai đoạn bảo trì và sửa chữa kéo dài bốn tháng tại bến tàu Mayport. Vào ngày 27 tháng 8, 1979, con tàu phải di tản khẩn cấp để né tránh cơn cuồng phong David từ Đại Tây Dương đang áp sát bờ biển Florida; bản thân con tàu và bến tàu có thể bị hư hại nếu nó tiếp tục ở lại trong cảng. Chỉ với một thủy thủ đoàn khung và không mang theo máy bay, chiếc tàu sân bay hướng thẳng vào trung tâm cơn bão để băng qua phía bên kia mắt bão, trong khi cơn bão di chuyển lên phía Đông Bắc dọc theo bờ Đông Hoa Kỳ.
Sau khi hoàn tất chuyến đi sang Địa Trung Hải thứ 15 từ tháng 11, 1979 đến tháng 5, 1980, Forrestal kỷ niệm lễ bạc (25 năm) vào tháng 10, 1980. Nó tiếp tục lên đường vào tháng 3, 1981 cho lượt phục vụ thứ 16 tại Địa Trung Hải, rồi quay trở về Mayport vào ngày 15 tháng 9, 1981.

### 1981–1987

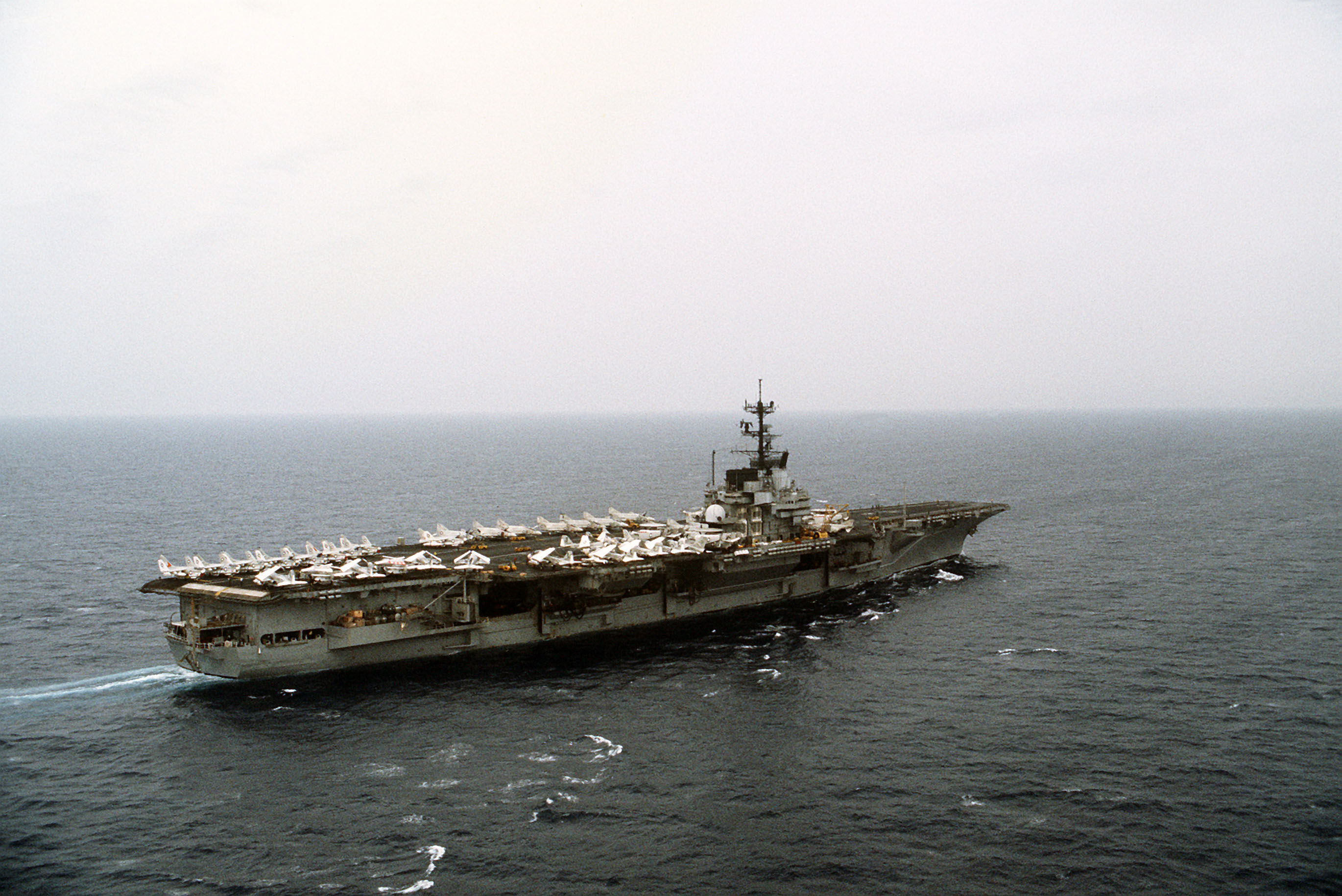
Forrestal trên đường đi, vào khoảng năm 1982

Vào ngày 2 tháng 3, 1981, Forrestal bắt đầu lượt phục vụ thứ 17 tại Địa Trung Hải. Khi xảy ra mâu thuẫn về tên lửa đất đối không giữa Syria và Israel vào cuối tháng 4, chiếc tàu sân bay đã phải duy trì tình trạng sẵn sàng tác chiến trong suốt 53 ngày liên tục trên biển, đề phòng mâu thuẫn có thể leo thang thành cuộc xung đột cục bộ. Vào ngày 3 tháng 8, con tàu được phái đến tăng cường cho tàu sân bay Nimitz (CVN-68) hoạt động tại khu vực vịnh Sidra, ngoài khơi bờ biển Libya. Sau sự kiện hai máy bay Libya bắn tên lửa nhắm vào máy bay F-14 Tomcat xuất phát từ Nimitz, và bị bắn rơi do tên lửa đối không bắn trả vào ngày 19 tháng 8, Forrestal tham gia tuần tra ngăn chặn máy bay Libya, chiếm hơn 60% số lượng máy bay đối phương bị ngăn chặn. Rời vùng biển Địa Trung Hải, con tàu tiếp tục đi sang khu vực Bắc Đại Tây Dương, băng qua vòng Bắc Cực để tham gia cuộc Tập trận Ocean Venture '81 của Khối NATO trước khi quay trở về cảng nhà.
Sau một giai đoạn bảo trì và sửa chữa, Forrestal lại lên đường vào ngày 8 tháng 6, 1982 cho lượt phục vụ thứ 18 tại Địa Trung Hải. Nó đã hoạt động tại khu vực Đông Địa Trung Hải nhằm hỗ trợ cho sự can thiệp của Hoa Kỳ nhằm tìm cách chấm dứt xung đột trong cuộc Chiến tranh Liban 1982; 800 binh lính Thủy quân Lục chiến đã được cho đổ bộ lên Beirut, tham gia vào lực lượng gìn giữ hòa bình đa quốc gia. Đến ngày 12 tháng 9, lần đầu tiên chiếc tàu sân bay đi qua kênh đào Suez, và đi vào Ấn Độ Dương; lần đầu tiên nó hoạt động trở lại cùng Đệ Thất hạm đội sau chuyến đi sang Việt Nam vào năm 1967. Hoàn tất lượt phục vụ kéo dài năm tháng rưỡi, nó về đến Mayport vào ngày 16 tháng 11.
Forrestal trải qua một đợt đại tu trong khuôn khổ Chương trình kéo dài tuổi thọ phục vụ (SLEP: Service Life Extension Program). Nó chuyển cảng nhà đến Xưởng hải quân Philadelphia, Philadelphia, Pennsylvania vào ngày 18 tháng 1, 1983, bắt đầu đợt nâng cấp kéo dài 28 tháng và tiêu tốn 550 triệu Đô-la Mỹ, nhằm mục đích giúp chiếc tàu sân bay có thể phục vụ thêm 15 đến 20 năm. Trong quá trình nâng cấp, phần lớn các thiết bị chính được tháo dỡ để thay thế hoặc tân trang. Sau khi hoàn tất, nó rời xưởng tàu Philadelphia vào ngày 20 tháng 5, 1985, quay trở lại cảng nhà cũ Mayport bốn ngày sau đó, và bắt đầu chuẩn bị cho lượt bố trí hoạt động tiếp theo.
Rời Mayport vào ngày 2 tháng 6, 1986, Forrestal khởi hành cho lượt phục vụ thứ 19 tại Địa Trung Hải. Nó dành phần lớn thời gian trong lượt hoạt động này tuần tra tại vùng không phận quốc tế ngoài khơi Tripoli, Libya, và tham gia cuộc Tập trận Sea Wind huấn luyện phối hợp với Hải quân Ai Cập, và cuộc Tập trận Display Determination phối hợp tấn công và huấn luyện cơ động không chiến tại Thổ Nhĩ Kỳ.

#### Chuyến viếng thăm New Orleans
Trong năm 1987, Forrestal trải qua một giai đoạn chuẩn bị, bao gồm việc huấn luyện ôn tập và chuẩn nhận hoạt động tàu sân bay cho phi công, trước khi hoạt động trong sáu tuần lễ tại khu vực Bắc Đại Tây Dương. Trong đợt này, nó tham gia cuộc tập trận Ocean Safari '87, và hoạt động cùng các đơn vị khác thuộc khối NATO tại các vũng biển ở Na Uy.
Sau thành tích tốt đẹp mà con tàu thể hiện trong cuộc tập trận Ocean Safari '87, Đại tá John A. Pieno Jr., hạm trưởng của Forrestal, đã đề xuất và được chấp thuận một chuyến nghỉ phép đặc biệt tại Hoa Kỳ. Vì vậy chiếc tàu sân bay đã đi đến New Orleans, Louisiana, Louisiana và tham gia vào lễ hội Mardi Gras. Nó trở thành con tàu hải quân lớn nhất từng ngược dòng sông Mississippi, và trong bốn ngày neo đậu tại New Orleans, nó đã tiếp đón khoảng 40.000 khách thăm quan.

### 1988–1993

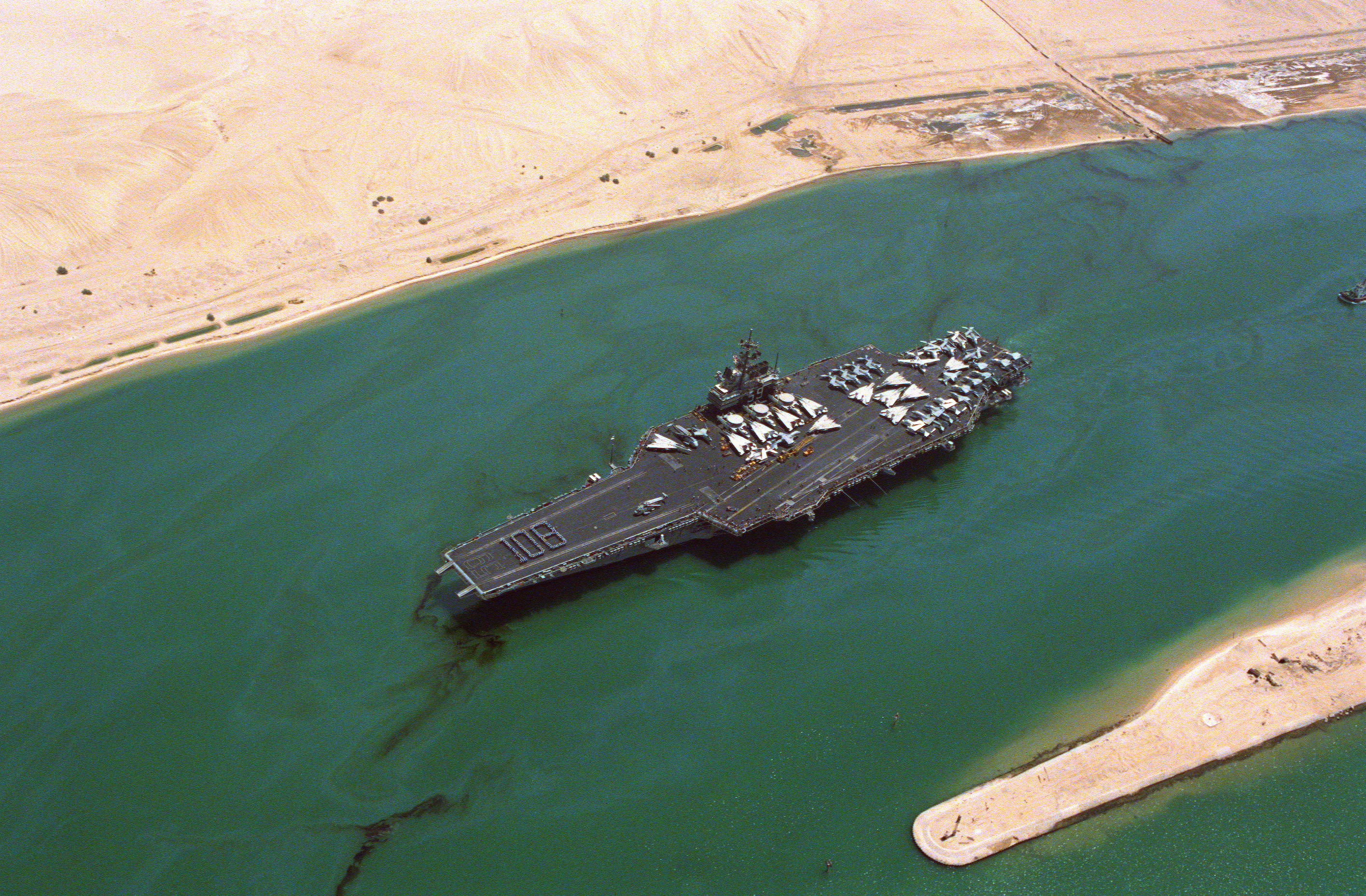
Forrestal băng qua kênh đào Suez vào tháng 8, 1988. Thủy thủ đoàn đang xếp chữ 108, thể hiện 108 ngày liên tục hoạt động trên biển.

Forrestal bắt đầu lượt biệt phái hoạt động thứ 20 từ ngày 25 tháng 4, 1988, khi nó băng qua kênh đào Suez để đi sang vùng biển Ả Rập hỗ trợ cho Chiến dịch Earnest Will tại khu vực. Con tàu đã trải qua 108 ngày liên tục hoạt động trên biển trước khi ghé vào cảng, và trong giai đoạn kéo dài năm tháng rưỡi nó đã hoạt động tại ba đại dương với thời gian ở lại cảng tổng cộng chỉ có 15 ngày. Nó được tặng thưởng Đơn vị Tuyên dương Anh dũng Hải quân do thành tích thể hiện trong đợt phục vụ này, và quay trở về Hoa Kỳ vào ngày 7 tháng 10.
Sau những hoạt động thường lệ tại vùng bờ Đông, Forrestal đã tham gia Tuần lễ Hạm đội tại thành phố New York vào tháng 5, 1989, rồi bắt đầu chuẩn bị cho lượt bố trí tiếp theo ở nước ngoài. Kế hoạch khởi hành cho lượt biệt phái hoạt động thứ 21 của Forrestal đã bị trì hoãn do một tai nạn hỏa hoạn xảy ra vào ngày 9 tháng 10, 1989 gây hư hại đáng kể cho khoang chỉ huy, khiến 11 thủy thủ bị thương và thiệt hại vật chất được ước tính khoảng 2,5 triệu Đô-la. Sau khi được sửa chữa, nó lên đường vào ngày 6 tháng 11.

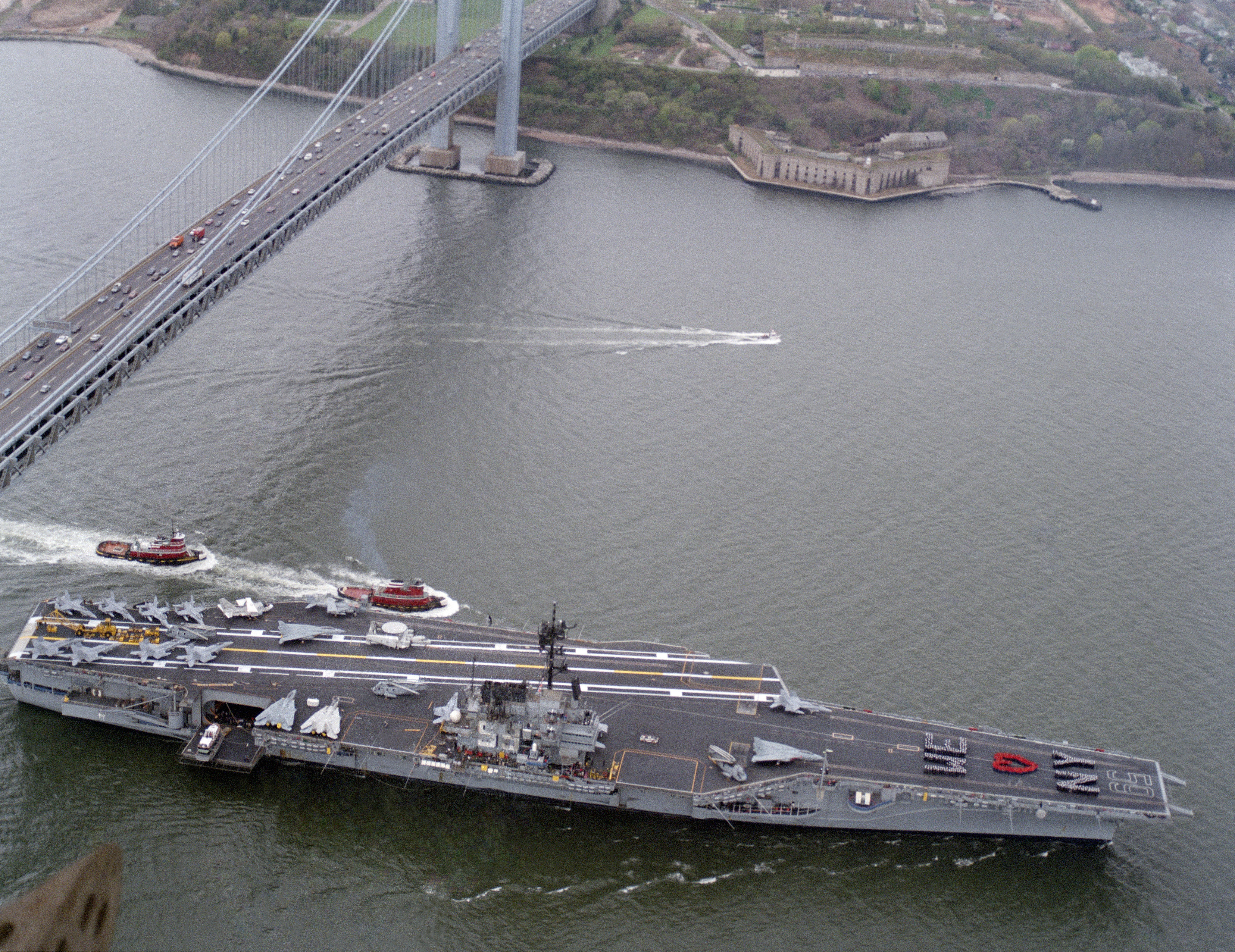
Forrestal băng qua bên dưới cầu Verrazano-Narrows để tham gia Tuần lễ Hạm đội 1989.

Trong hai tháng cuối của năm đó, ngoài các hoạt động huấn luyện và tập trận thường lệ, Forrestal hỗ trợ cho hoạt động của Tổng thống George H. W. Bush khi tham dự Cuộc họp thượng đỉnh Malta cùng với nhà lãnh đạo Liên Xô Mikhail Gorbachov. Tổng thống đã viếng thăm con tàu trong ba giờ, và chiếc tàu sân bay cũng tham gia các cuộc tập trận Harmonie Sud, Tunisian Amphibious và National Week. Nó quay trở về Mayport vào ngày 12 tháng 4, 1990 sau khi đã viếng thăm chín cảng thuộc bảy quốc gia khác nhau; và sau giai đoạn bảo trì, tiếp liệu là nghỉ ngơi sau chuyến đi, nó vào ụ tàu tại Mayport để được sửa chữa từ ngày 14 tháng 5 đến ngày 27 tháng 8, 1990.
Từ tháng 9 đến tháng 11, 1990, Forrestal được sửa chữa tại Xưởng hải quân Norfolk; các công việc bao gồm bao gồm hệ thống máy phóng, lườn tàu cùng các tiện nghi khác để có thể hoạt động cùng kiểu máy bay F/A-18 Hornet.  Nó quay trở lại vào ngày 21 tháng 11.

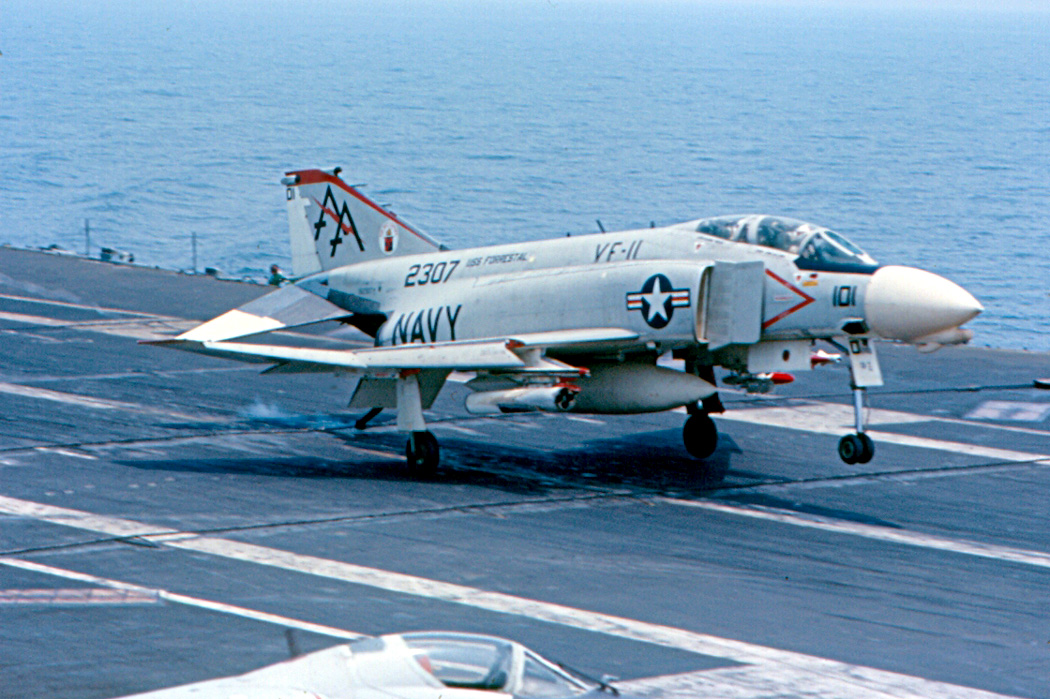
F-4 hạ cánh

Năm 1991 đối với Forrestal được xem như một năm của chờ đợi và thay đổi, khi trong suốt năm tháng đầu năm con tàu và thủy thủ đoàn phải duy trì một trạng thái sẵn sàng lên đường như một tàu sân bay thường trực tại vùng bờ Đông. Nó giữ tâm trạng háo hức và thách thức trong những lượt hoạt động động ngoài biển, trong khi chờ đợi để được phái đi hỗ trợ cho Chiến dịch Bão táp Sa mạc tại khu vực Trung Đông; và mệnh lệnh biệt phái đến vùng chiếc sự đã hai lần bị hủy bỏ trong giai đoạn xung đột. Lệnh biệt phái cuối cùng cũng được đưa ra vào ngày 22 tháng 5, và con tàu lên đường vào ngày 30 tháng 5, 1991. Ngay cả trên đường đi, việc biệt phái Forrestal liên tục được nhắc đến chỉ như là việc 'chuyển vị trí". Trong sáu tháng tiếp theo, chiếc tàu sân bay thực hiện các phi vụ tác chiến và trinh sát hỗ trợ cho Chiến dịch Provide Comfort nhằm giúp đỡ người Kurd thiểu số ở phía Bắc Iraq. Nó cũng thử nghiệm và đánh giá một loạt các chiến thuật mới của nhóm tác chiến Đệ Lục hạm đội, và những vai trò mới của tàu sân bay.
Vào cuối năm 1991, Forrestal chuẩn bị để chuyển cảng nhà đến Căn cứ Không lực Hải quân Pensacola, Florida, và chuyển sang vai trò mới như một tàu sân bay huấn luyện cho Hải quân, thay thế cho chiếc USS Lexington. Forrestal được xếp lại lớp và mang ký hiệu lườn mới AVT-59, và đi đến Pensacola vào ngày 4 tháng 2. Con tàu cùng thủy thủ đoàn quay trở lại để viếng thăm New Orleans vào tháng 5, 1992. Nó đi đến Philadelphia vào ngày 14 tháng 9 để bắt đầu một lượt đại tu rộng rãi kéo dài trong 14 tháng và chi phí hết 157 triệu Đô-la, trước khi đảm nhận vai trò huấn luyện. Tuy nhiên vào đầu năm 1993 Hải quân quyết định cho Forrestal xuất biên chế mà không chỉ định một tàu sân bay huấn luyện chuyên trách.

### Xuất biên chế và số phận

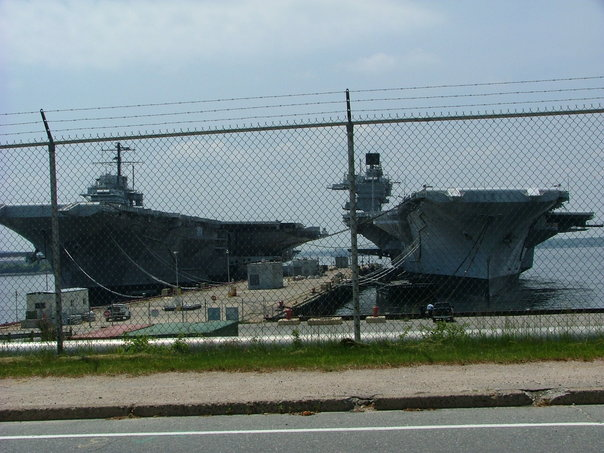
Forrestal (trái) và (phải) tại Căn Cứ Không lực Hải quân Newport, Middletown, Rhode Island, năm 2006, chờ đợi để được định đoạt số phận.

Sau 37 năm phục vụ, cuối cùng Forrestal được cho xuất biên chế tại Philadelphia vào ngày 11 tháng 9, 1993, đồng thời được rút tên khỏi danh sách Đăng bạ Hải quân cùng ngày hôm đó. Sau khi rút đăng bạ, con tàu được được tháo dỡ nhiều linh kiện để phục vụ cho hạm đội tàu sân bay còn đang hoạt động. Hai mỏ neo nặng 30 tấn được chuyển cho chiếc John C. Stennis, trong khi bốn chân vịt mới bằng đồng được trang bị cho chiếc Harry S. Truman, vốn đang được chế tạo.

## Phần thưởng[25]
|                           |  |             |  |
| Bronze star · Bronze star |  | Bronze star |  |
| Bronze star               |  | Bronze star |  |

| Đơn vị Tuyên dương Anh dũng Liên quân                              |                                            |                                                             |
| Đơn vị Tuyên dương Anh dũng Hải quân với hai Ngôi sao Chiến trận   | Dãi băng Hiệu quả Chiến trận với hai dấu E | Huân chương Viễn chinh Hải quân với một Ngôi sao Chiến trận |
| Huân chương Phục vụ Phòng thủ Quốc gia với một Ngôi sao Chiến trận | Huân chương Viễn chinh Lực lượng Vũ trang  | Huân chương Phục vụ Việt Nam với một Ngôi sao Chiến trận    |